# Luis Vaes de Torres
Luis Vaes de Torres (c. 1565 - 1610/1613?) va ser un mariner i explorador espanyol o portuguès. Va ser el primer navegant europeu que va passar per l'estret situat entre Austràlia i Nova Guinea, que posteriorment s'anomenà estret de Torres en honor seu.
La Corona espanyola va organitzar tres viatges entre 1565 i 1605, intentant descobrir la mítica Terra Australis Incognita, un continent situat cap al sud de l'oceà Pacífic. Les dues primeres, manades per Álvaro de Mendaña, van fracassar en aquest intent, tot i que van descobrir les illes Salomó, Guadalcanal, Les Marqueses i altres. En el segon viatge va morir Mendaña i el pilot major, Pedro Fernández de Quirós, va portar l'expedició de tornada a Mèxic. Curiosament van donar el nom a les illes Salomó perquè les van identificar amb la mítica Ofir, on el rei hebreu Salomó d'Israel enviava les seves naus a la recerca d'or, tot i que no n'hi van trobar.
Luis Vaes de Torres, del que res se sap fins aleshores, va participar com a segon al comandament en la tercera expedició. Aquesta va salpar amb tres naus del port d'El Callao el 1605 a les ordres de Pedro Fernández de Quirós i va descobrir una de les illes de l'arxipèlag de les Noves Hèbrides, a la qual va anomenar Austrialia de l'Esperit Sant, barrejant les paraules Austral, en al·lusió a la mítica Terra Australis i Àustria, en honor de la casa regnant a Espanya.
Tot i que dues de les naus, una manada per Luis Vaes de Torres i l'altra per Diego de Prado y Tovar, s'havien separat de l'expedició en una tempesta, Quirós va posar rumb de tornada a Amèrica, desitjós de comunicar el seu descobriment. Vaes va prendre el comandament en veure que no tornava Quirós i va seguir l'exploració. Va descobrir que Austrialia de l'Esperit Sant era una illa, de manera que va seguir buscant el continent i va arribar a Nova Guinea, ja coneguda. Va explorar la costa sud sense saber que a unes milles més al sud tenia el continent que buscava. Va arribar a observar la costa australiana, però no se'n va refiar i va seguir endavant. Al final, els expedicionaris, cansats, van arribar a Ternate i van prendre rumb a les Filipines (l'1 de maig de 1607), arribant a Manila el 22 de maig. Allà Vaes de Torres va enviar un informe a la Corona espanyola, narrant el seu viatge.